# St. Mariä Himmelfahrt (Schwedt/Oder)

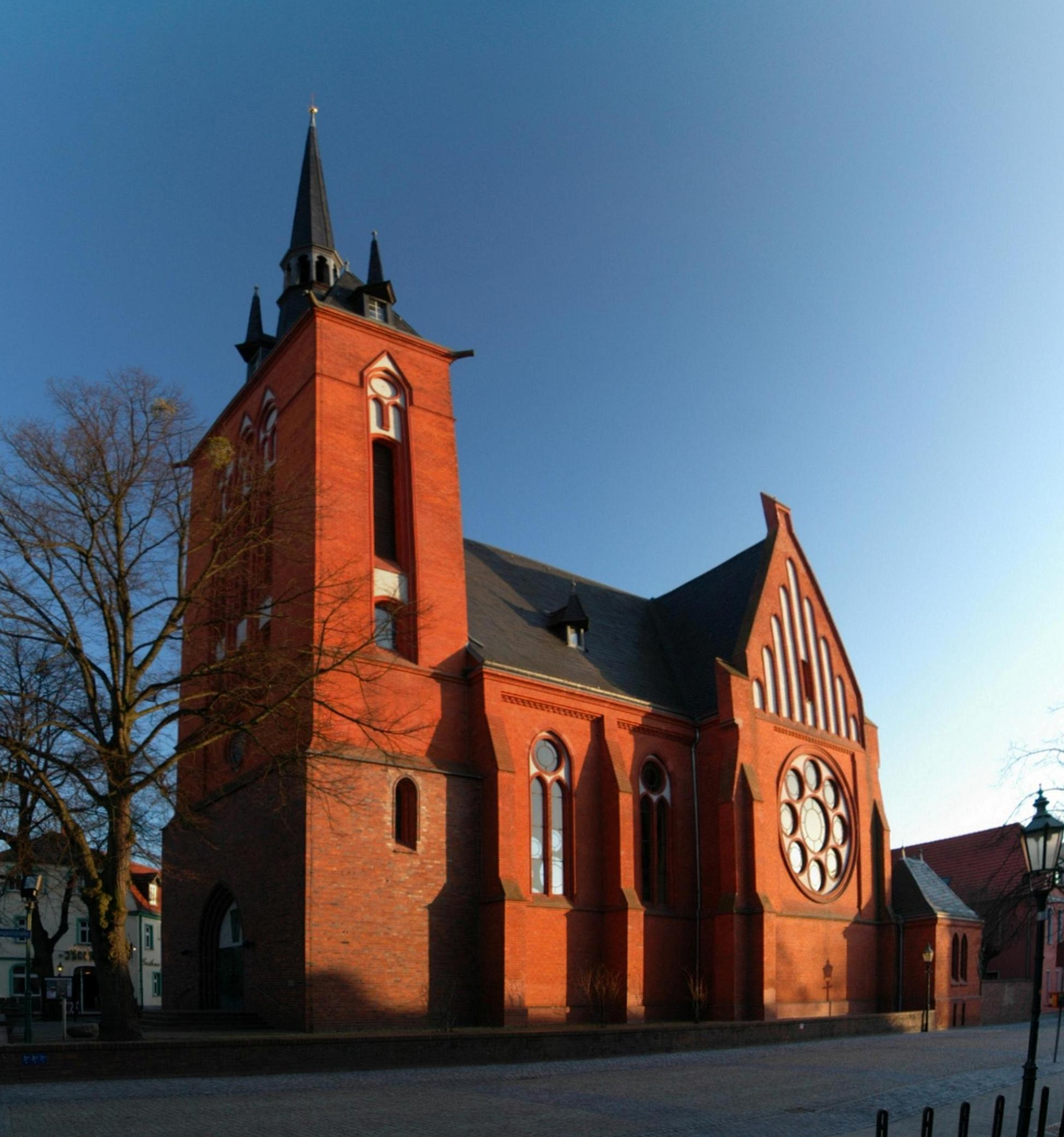
Die katholische Marienkirche in Schwedt

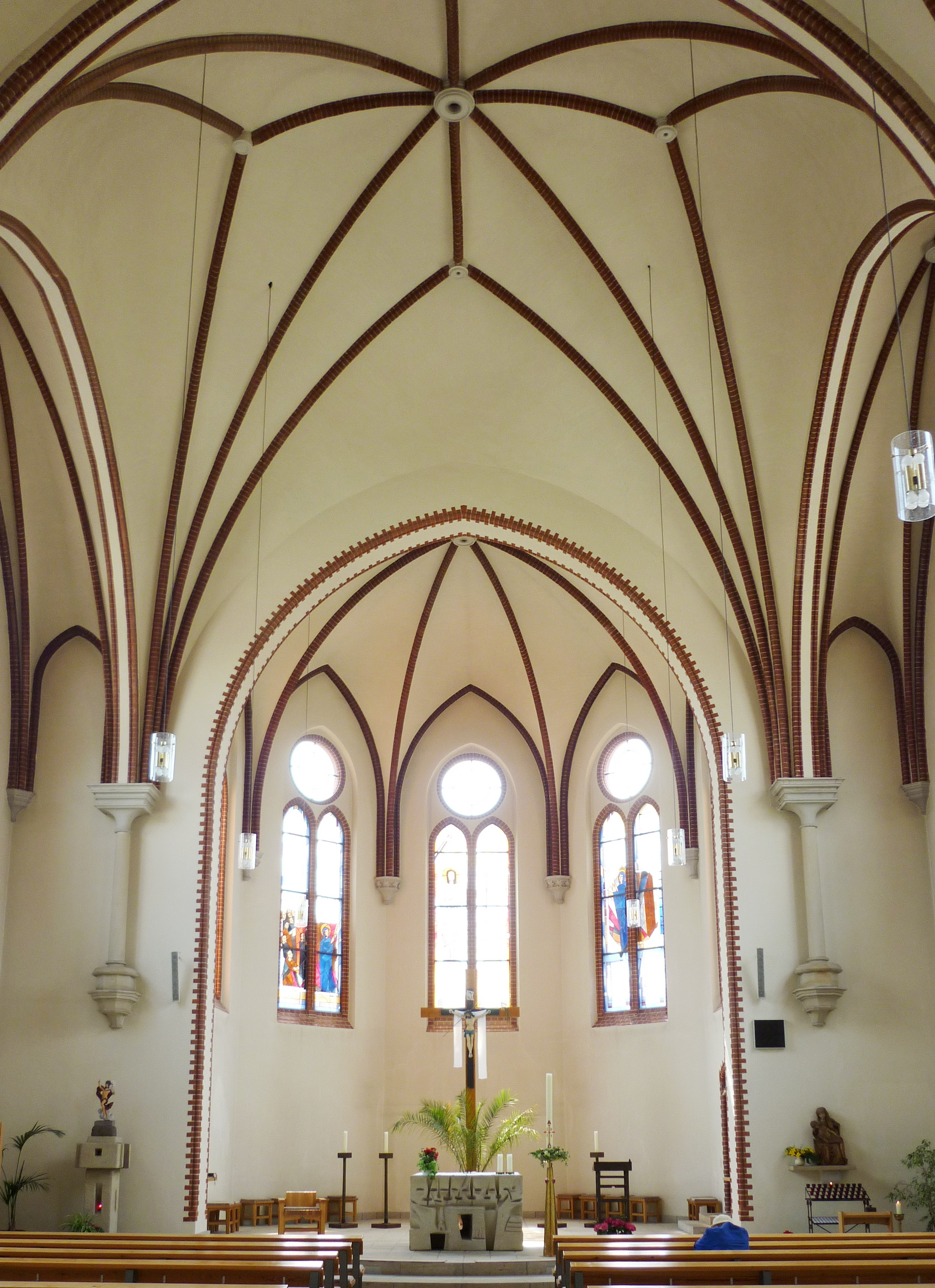
Inneres: Vierungsgewölbe und Altarraum

Sankt Mariä Himmelfahrt ist die katholische Pfarrkirche in Schwedt/Oder, Landkreis Uckermark. Sie entstand 1895–1898 nach Plänen von Max Hasak und ist heute denkmalgeschützt.
Eine katholische Pfarrgemeinde wurde in Schwedt nach der Reformation erst 1853 wieder errichtet. Sie bestand nur aus wenigen ortsansässigen Familien sowie den katholischen Garnisonsangehörigen. Am Rand der damaligen Altstadt wurde ein Gartenlokal erworben und dessen Tanzsaal zum Kirchraum umgebaut. Der Bau der heutigen repräsentativen Kirche an gleicher Stelle ist wesentlich der Initiative und finanziellen Unterstützung des Schwedter Stadtverordneten und Ehrenbürgers Clemens Ortmeyer zu verdanken.
Max Hasak entwarf die Kirche im neugotischen Stil mit Formen der norddeutschen Backsteingotik. Das Langhaus ist ein hoher, einschiffiger, überwölbter Saal von nur zwei Jochen Länge. Daran schließen sich ein Querhaus mit beidseitigen Ziergiebeln und Fensterrosetten (2013 von dem Glasbildner Thomas Kuzio gestaltet) sowie der Altarraum mit polygonaler Rückwand an. Den gegenüberliegenden Abschluss bildet der hochragende, querrechteckige Turmriegel, der einen schlanken Dachreiter trägt.
Das Innere war ursprünglich reich mit neugotischen Figuren und Wandmalereien ausgestattet. Ein Bombentreffer am 18. April 1945 und die Umgestaltung der Jahre 1969–71 ließen einen eher nüchternen, auf den neuen Zelebrationsaltar zentrierten Raum entstehen, der schon seit den 1980er Jahren als ästhetisch und liturgisch unzureichend empfunden wurde. Bei der Sanierung und Renovierung von 1997 bis 1999 wurde, vor allem durch Wiederherstellung des Altarraums, an die ursprüngliche Raumwirkung angeknüpft.
Älter als die Kirche sind einige Ausstattungsstücke: der zentrale Crucifixus (1580), eine Pietà (14. Jahrhundert) und eine Anna selbdritt (1490). Die Buntglasfenster entstanden 1964. Den Kreuzweg von Hans Schindler erhielt die Kirche 1980, die Orgel der Firma Sauer 1988.
Zur katholischen Pfarrei Schwedt gehört seit 2003 auch die ehemalige Pfarrei Angermünde mit der dortigen Mariä-Himmelfahrt-Kirche.

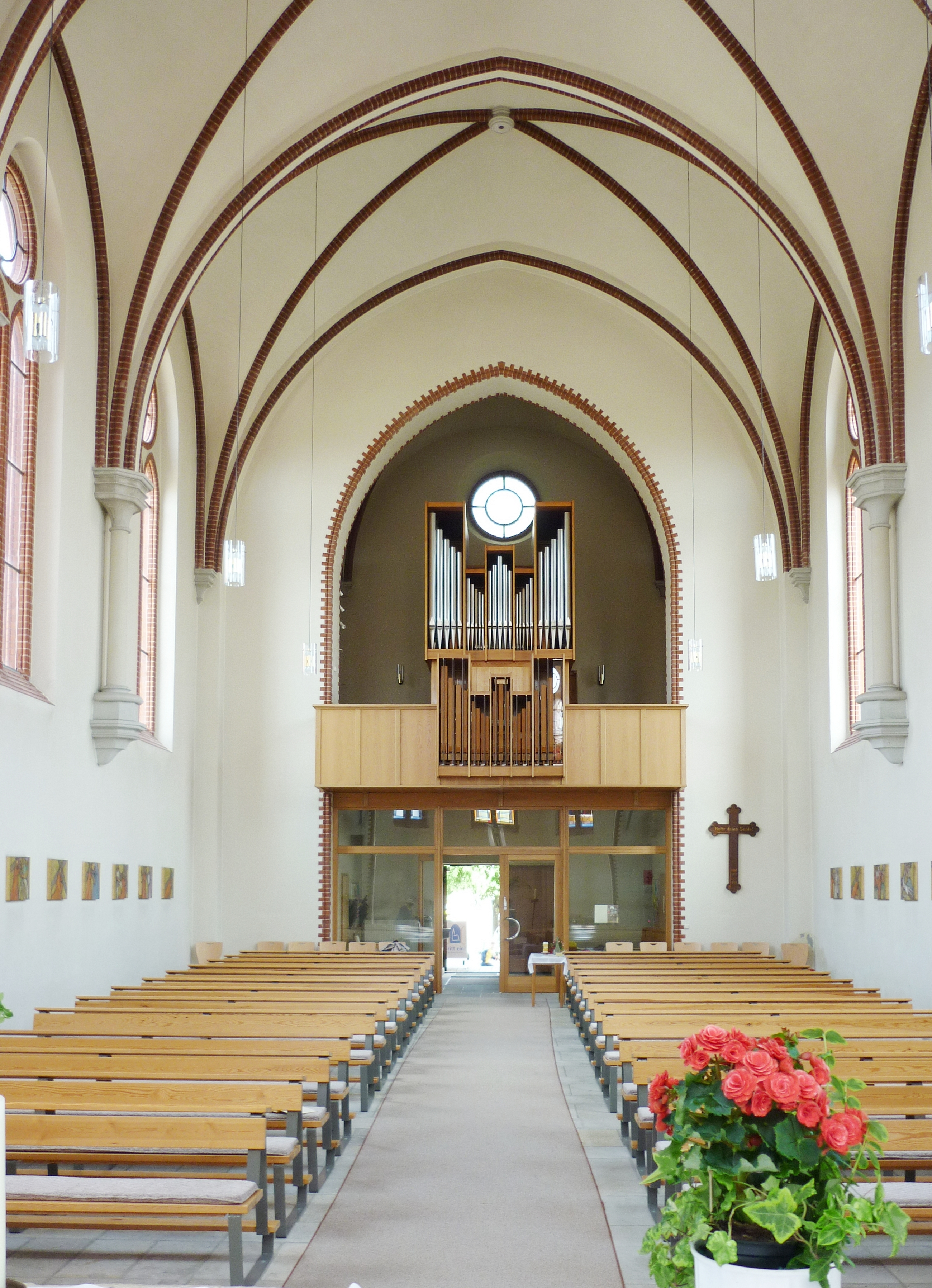
Kirchenraum mit Orgelempore
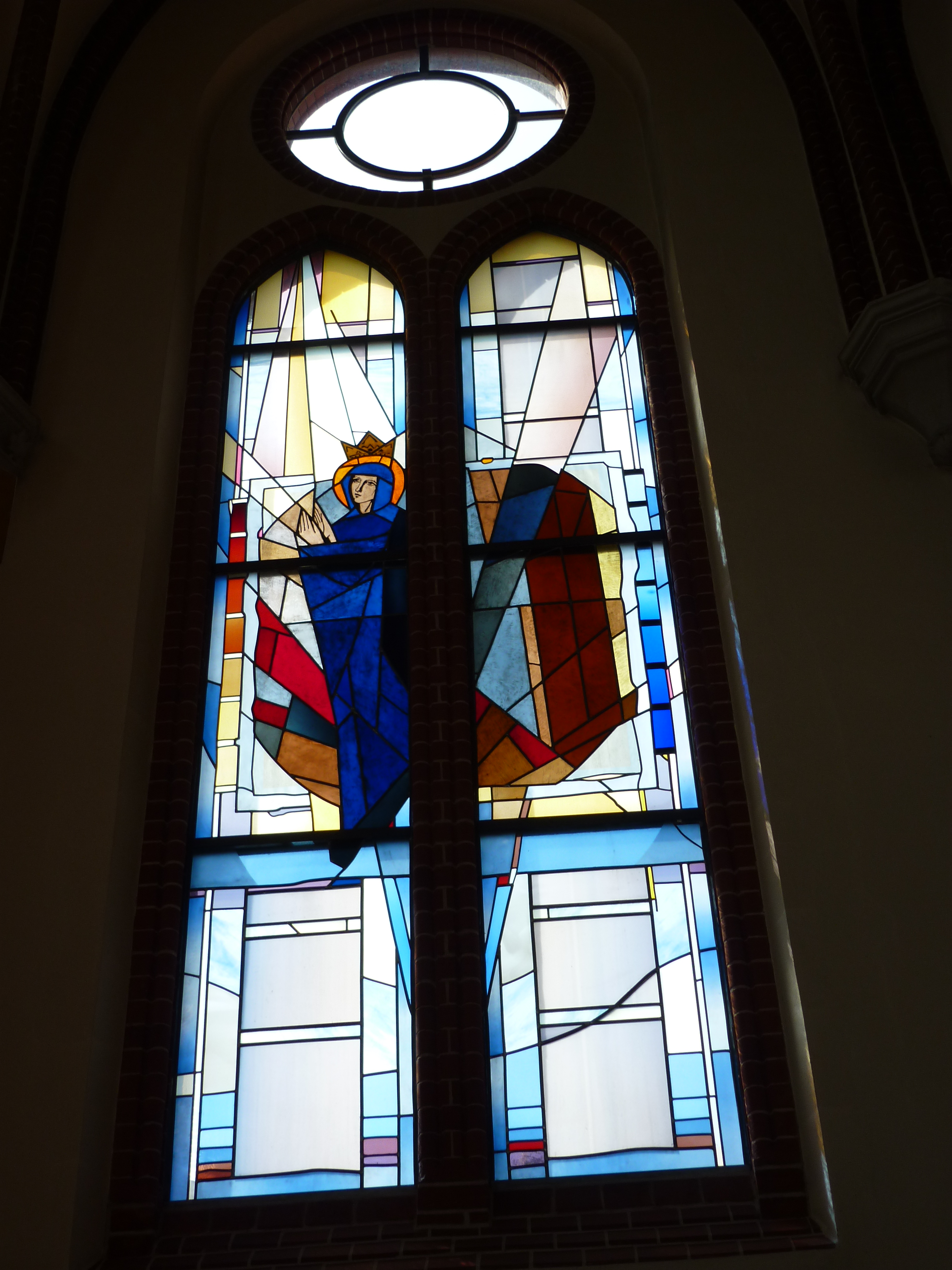
Fenster Mariä Himmelfahrt
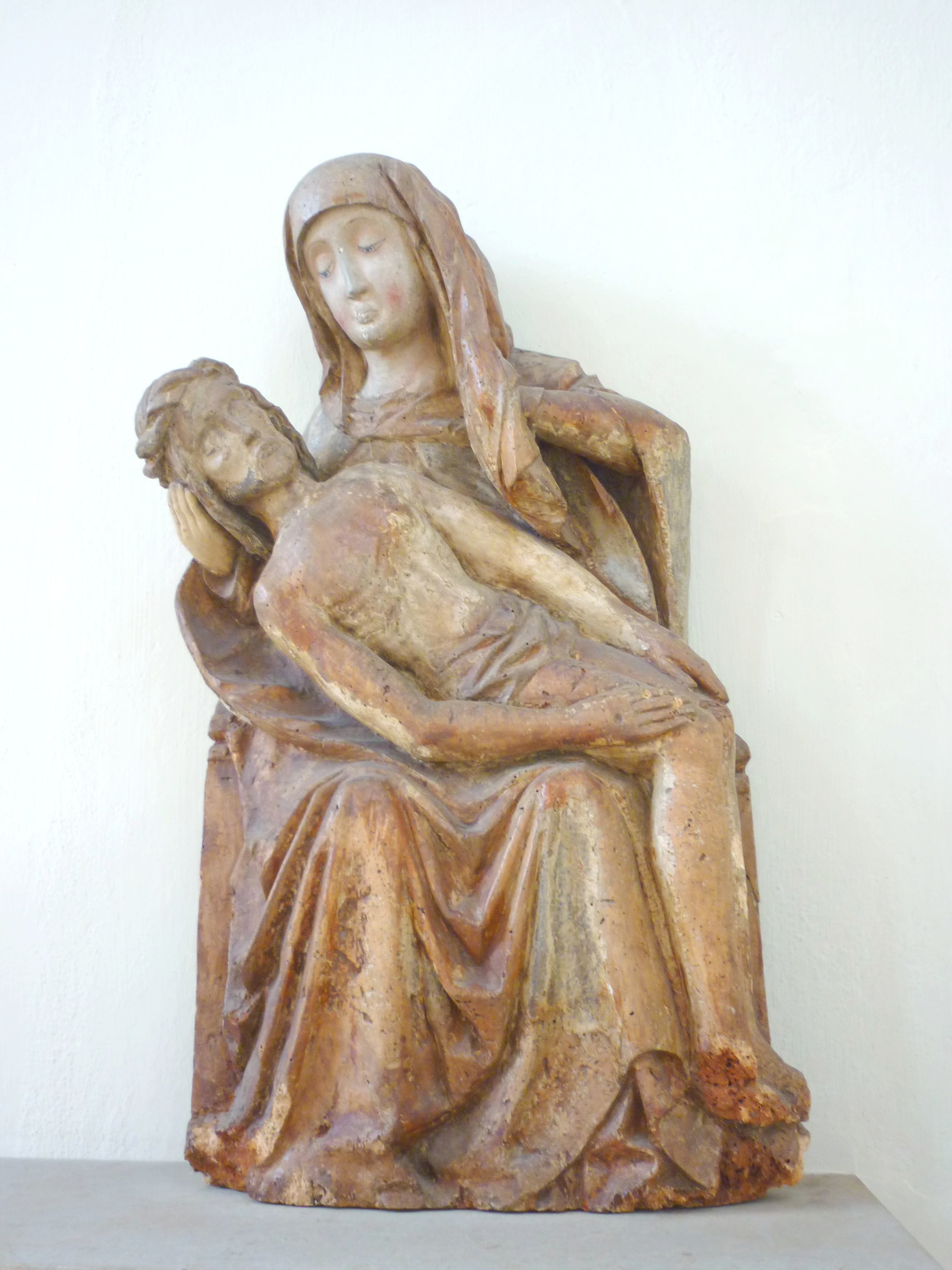
Pietà